# Риккарди, Артур
Артур Риккарди (30 октября 1878, Салуццо, Пьемонт, Италия — 20 декабря 1966, Рим, Италия) — итальянский адмирал, главнокомандующий Военно-морскими силами Италии (1941—1943), государственный деятель, статс-секретарь.

## Биография
Окончил итальянскую военную академию. Участвовал в операциях итальянских морских пехотинцев во время боксерского восстания в Китае в 1900—1901 годах, наблюдатель во время Дальневосточной кампании 1905 года, участник Первой мировой войны, Риккарди был награждён несколькими медалями за доблесть, в том числе, бронзовая медаль воинской доблести, медаль за китайскую кампанию (1900—1901), золотой крест за старшинство, военный почётный крест, медаль за итальянско-австрийскую войну 1915—1918 гг. и другими.
С 6 февраля по 13 мая 1925 года возглавлял кабинет министров в министерстве военно-морского флота. 8 сентября 1932 года стал адмиралом. В 1934 году вступил в политическую партию Ла Специя. Вице-адмиралу с декабря 1935 года. Служил главным офицером военно-морского флота, был членом постоянной комиссии по системе освещения и сигнализации побережья, а также генеральным директором штаба и военных служб Министерства Военно-Морского Флота.
С 22 августа 1935 по 1940 год — генеральный директор министерства морской пехоты.
В декабре 1940 года сменил адмирала Доменико Каваньяри на посту начальника штаба итальянского флота и государственного секретаря в Министерстве военно-морского флота Италии (с 1941 по 1943 год). Поскольку Бенито Муссолини официально был министром обороны государства, государственные секретари возглавляли де-факто все существующие министерства войны, авиации и флота. Эти государственные секретари также были начальниками соответствующих штабов вооруженных сил.
Специалист воздушной войны, А. Риккарди часто сотрудничал со высокопоставленными германскими военно-морскими офицерами в области ПВО Апеннинского полуострова.
А. Риккарди ушёл в отставку, когда фашистский режим Муссолини был свергнут летом 1943 года и был заменён новым правительством Бадольо. Его преемником был Раффаэле де Куртен, который возглавил военно-морское министерство.
После 1945 года работал в обновлённом министерстве обороны Италии. Член Сената Королевства Италия.